# Luchthaven Milos
Luchthaven Milos (Grieks: Κρατικός Αερολιμένας Μήλου) is een vliegveld gelegen op het gelijknamige eiland, onderdeel van de Cycladen. Het vliegveld ligt 5 kilometer ten zuidoosten van de haven van het eiland. Er zijn bus- en taxiverbindingen beschikbaar.
Het vliegveld is geopend op 17 januari 1973. Op 23 oktober 1995 werd de nieuwe terminal geopend.
Vanwege de geringe grootte en de korte baan kunnen alleen kleinere vliegtuigen als de Dash 8 en kleinere vliegtuigen van het vliegveld gebruikmaken. Het platform kan slechts één verkeersvliegtuig of 2 kleine sportvliegtuigjes herbergen.
Olympic Air is de enige luchtvaartmaatschappij die een lijndienst naar Milos onderhoudt (vanuit Athene, tot 2x per dag). Er zijn geen internationale verbindingen.
Er bestaan plannen voor een startbaan van 2000 meter lang en 45 meter breed op een nieuwe locatie. Dit is echter vanwege financiële problemen voorlopig van de baan.
| Jaar | Aantal vluchten | Aantal passagiers |
| ---- | --------------- | ----------------- |
| 2005 | 766             | 19.193            |
| 2006 | 1.248           | 32.092            |
| 2007 | 1.320           | 33.557            |
| 2008 | 1.230           | 31.285            |
| 2009 | 1.211           | 30.106            |
| 2010 | 1.350           | 31.924            |